# Lespedeza davurica
Lespedeza davurica là một loài thực vật có hoa trong họ Đậu. Loài này được (Laxm.) Schindl. miêu tả khoa học đầu tiên.